# Sama (langue)

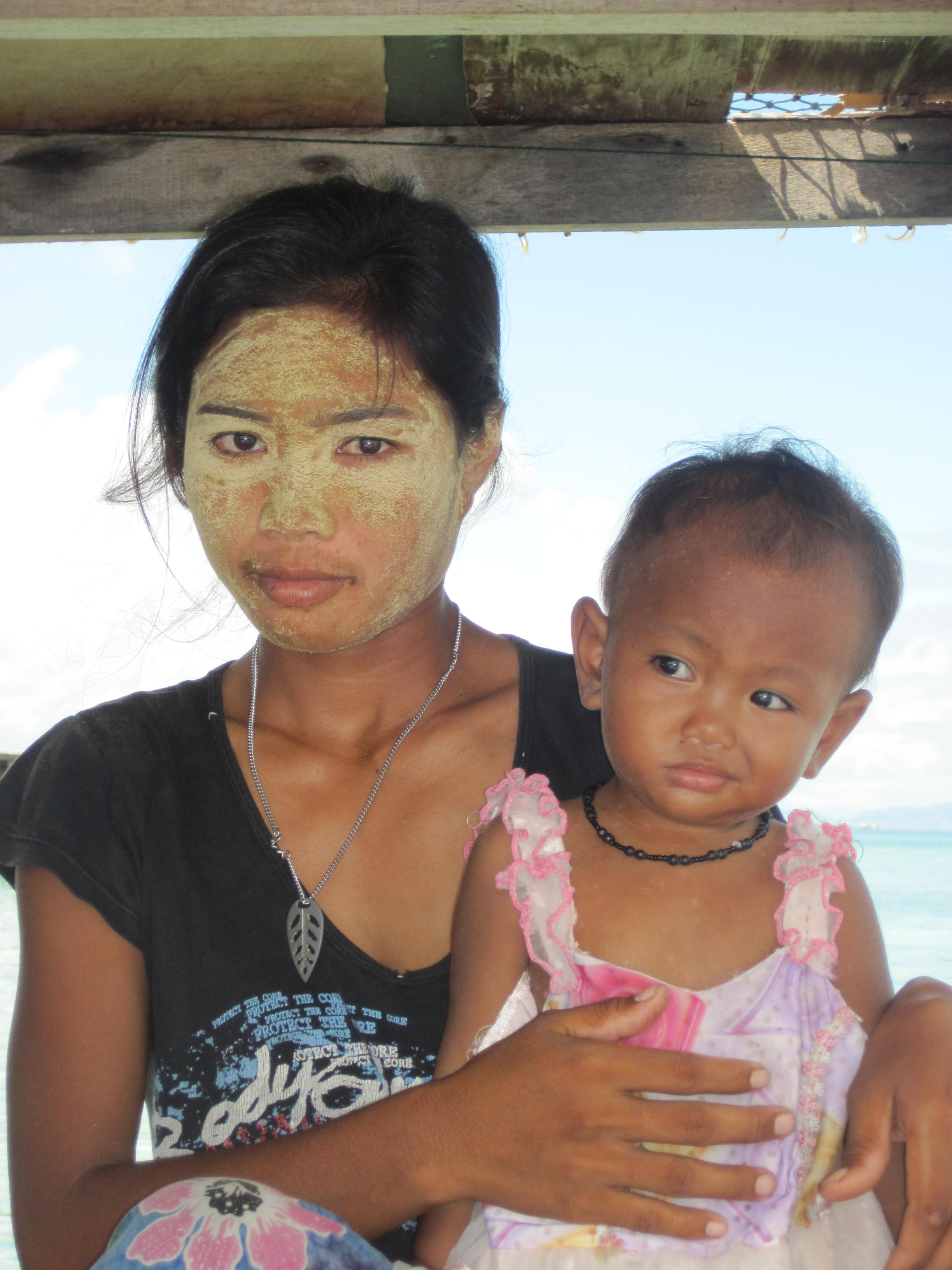
Les locuteurs de Sinama de Semporna, en Malaisie, sont connus sous le nom de Bajau. Cette femme Bajau porte une protection solaire du nom de "borak".

La langue Sama, Sinama ( Sama + affixe -in- ; également connue sous le nom de Bahasa Bajau), est parlée par le peuple Sama-Bajau de l'archipel de Sulu aux Philippines, de Sabah en Malaisie et de certaines parties de l' Indonésie. Les Sama sont un des peuples les plus dispersés d'Asie du Sud-Est.

## Classification
L' Ethnologue divise Sinama en 7 langues, fondant cette classification sur l'intelligibilité mutuelle. Les 7 langues Sinama sont le Sinama du Nord, le Sinama Central, le Sinama du Sud, le Sinama Pangutaran de l'île de Pangutaran au large de l'île de Jolo, le Mapun, le bajau west coast de sabah et le bajau Indonésie. Le jama Mapun, langue de l'île de Mapun, anciennement connue sous le nom de Cagayan de Sulu, est une langue apparentée et parfois également appelée Sinama. Ces classifications sont rarement reconnues par les Sama eux-mêmes, qui classent plutôt leurs Sinama par le village ou l'île dont ils proviennent. La classification de la langue d'une personne Sama, par exemple Silumpak, Laminusa, Tabawan forment généralement les différents dialectes des sept  langues Sinama ou Bajau.

## Distribution
Ethnologue fournit les informations de localisation suivantes pour différentes langues Sama.
Le Sama du nord est parlé dans l'ouest de Mindanao, l' archipel de Sulu au nord-est de Jolo, la péninsule et les îles de la côte de Zamboanga et l'île de Basilan .

Le Sama central est parlé à Sulu, dans les provinces Tawi-Tawi, dans les îles Basilan, à Zamboanga del Sur, Zamboanga del Norte, Davao City, Cagayan de Oro, Cebu,Tagbilaran, Puerto Princesa, Palawan, et Batangas.

Le Sama du Sud est parlé dans la province de l'île de Tawi-Tawi (à Tawi-Tawi, Simunul, Sibutu et d'autres grandes îles) et dans le Kalimantan oriental (Berau)
Le sama pangutaran est parlé sur l'île de Pangutaran, située à l'ouest de Jolo ; et à Cagayan de Tawi-Tawi, au sud de Palawan.
Le yakan est parlé à Basilan et dans les petites îles environnantes; dans l'Île de Sakol ; et la côte orientale de Zamboanga. La langue yakan est concentrée loin de la côte.
L'inabaknon est parlé sur l'île de Capul, dans la province de Samar du Nord. L'île de Capul est située dans le détroit de San Bernardino, qui sépare Samar de la péninsule Bicol de Luzon .
Le Bajau West Coast Sabah est parlé à Kota Belud, Kudat et Tuaran. Cette langue est en intelligibilité mutuelle avec le Bajau de la côte est de Sabah.
Le Bajau Indonesia est parlé dans une partie de l'Indonésie, sur l'île de Torosiaje.

## Phonologie

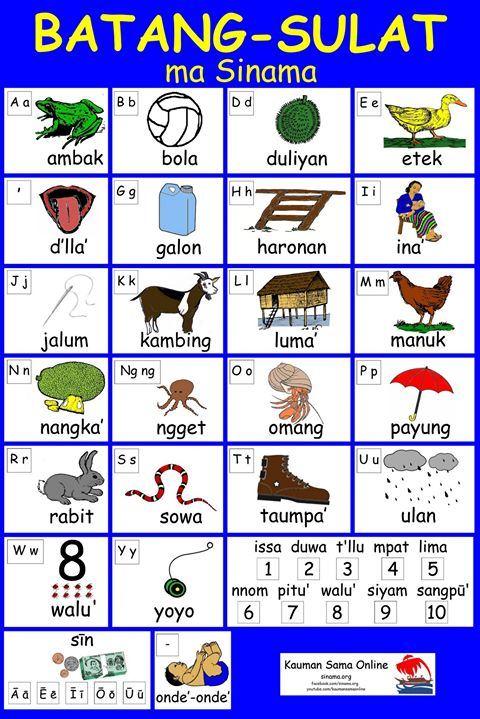
Affiche d'un abécédaire de la langue Sinama, créée par Kauman Sama Online.

Les langues sinama ont de 21 à 24 phonèmes . Toutes les langues sinama ont 17 consonnes . Chaque langue a de 5 à 7 voyelles .

### Consonnes
Les consonnes des langues sinama sont représentées par les lettres b, d, g, h, j, k, l, m, n, ng, p, r, s, t, w, y et '.
La représentation du coup de glotte en langue Sinama est objet de désaccords chez les locuteurs. Les linguistes proposent l'utilisation d'une apostrophe, le caractère (') pour les coups de glotte finaux des mots. Le Sinama du Centre l'adopte pour les coups de glotte entre les voyelles (par exemple, a'a, mot Sinama signifiant humain). D'autres langues sinama choisissent de suivre l'orthographe tagalog et de laisser cette voyelle médiale de coup de glotte ambiguë. Les locuteurs de Sinama épellent souvent le mot arrêt glottal final avec un h à la fin. En Malaisie, ils peuvent également l'épeler avec un k suivant les schémas d'adoucissement des voyelles du malais.
Dans certains dialectes de Sinama, b devient β et g devient Ɣ lorsqu'il se trouve entre deux voyelles.

### Voyelles
Les voyelles a, e, i, o, u se trouvent dans toutes les langues et dialectes sinama. En plus de ces 5 voyelles ə, et ɤ se trouvent dans une ou plusieurs langues sinama.
|            | a | e | i | o | u | ə | ɤ |
| ---------- | - | - | - | - | - | - | - |
| Nord       | a | e | i | o | u |   |   |
| Centre     | a | e | i | o | u | ' |   |
| Sud        | a | e | i | o | u |   |   |
| Pangutaran | a | e | i | o | u | ' | ō |
| Jama Mapun | a | e | i | o | u |   |   |

De nombreuses langues sinama ont une quantité vocalique contrastive, représentée par un macron sur la voyelle (āēīōū).

### Accent tonique
La prononciation du sinama est distincte de celle  des autres langues voisines telles que le tausug et le tagalog en ce que toutes les langues sinama accentuent principalement sur l'avant-dernière syllabe du mot. L'accent tonique reste sur l'avant-dernière syllabe même avec l'ajout de suffixes comprenant des pronoms enclitiques. En Sinama du nord (Balanguingi '), l'accent se déplace vers la dernière syllabe alors que l’avant-dernière compte la voyelle centrale médiane / ə /.

### Pronoms enclitiques
Les 1er, 2e et 3e pronoms singuliers, -ku, -nu et -na respectivement, les 1er pronoms inclusifs du pluriel -ta et -tam, ainsi que le 2e pronom pluriel -bi sont tous des enclitiques. Ces pronoms enclitiques changent la prononciation en déplaçant l'accentuation d'un mot par l'ajout d'une syllabe; un verbe ou un nom combiné avec un pronom enclitique suffixé d'une syllabe. Certaines orthographes Sinama le  représentent en écrivant nom ou verbe et pronom comme un seul mot, par exemple luma'ta pour «notre maison en Sinama du centre. D'autres orthographes le représentent par un trait d'union, par exemple luma'-ta pour "notre maison" en Sinama du Sud. D'autres l'écrivent en gardant le nom ou le verbe séparé du pronom, par exemple luma 'ta pour "notre maison" en Sinama du Nord.